# イェー
イェー（ビルマ語: ရေးမြို့、モン語: ဍုၚ်ရေဝ်、ローマ字転写: Ye）は、ミャンマー南部モン州モーラミャイン地方域（Mawlamyine District）の南端にある町。同名のタウンシップ（Township）の中枢である。マルタバン湾に注ぐイェー川のほとりに位置し、東にテナセリム丘陵が控える。気候は温暖で穏やか。町の経済は主にナッツ、ゴムなどの農業、漁業生産、貿易が中心である。
交通網は鉄路モーラミャイン＝ダウェイ線が通り、また海港がある。住民の大半をモン族の人々が占め、モン語教育の中心地である。
2011年8月に豪雨に見舞われ（8月1日の降雨量12.6インチ (320 mm)）、洪水により家屋2,000軒が浸水して被災し、学校や市場の一部は閉鎖された。

## 気候
熱帯モンスーン気候（ケッペン気候分類Am）。気温は年間を通して高いが、モンスーンの月は分厚い雲で日照が減り降雨によって最高気温は下がる。冬に乾季（11月～4月）、夏に雨季（5月～10月）があり、6月から9月にかけて集中豪雨が多く、8月だけで降水量は1,200ミリメートル (47 in)超に達する。

## 経済
民間金融機関のカンボーザ銀行（頭字語KBZ）が黄金のパゴダ地区で営業する。

## ギャラリー

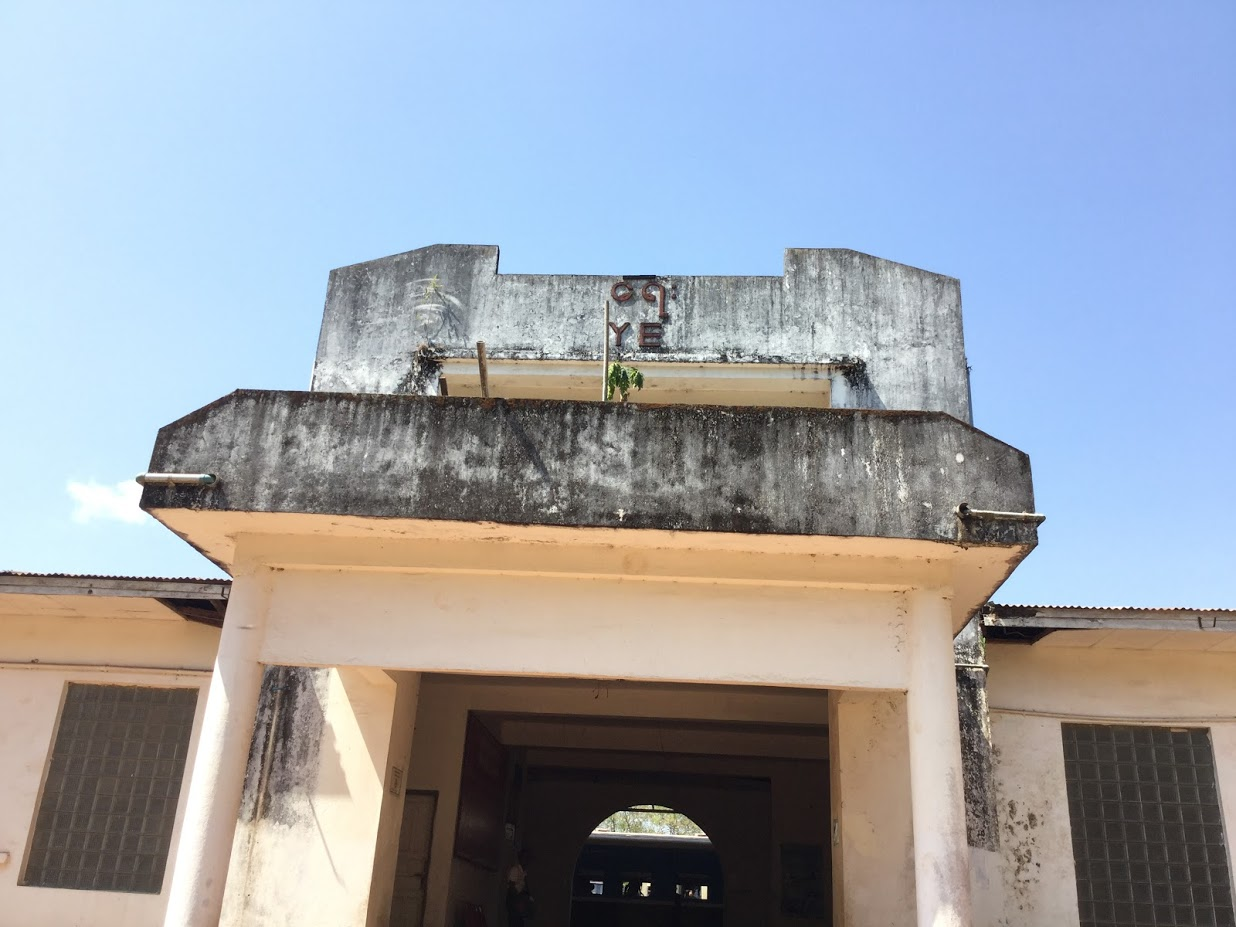
イェー駅
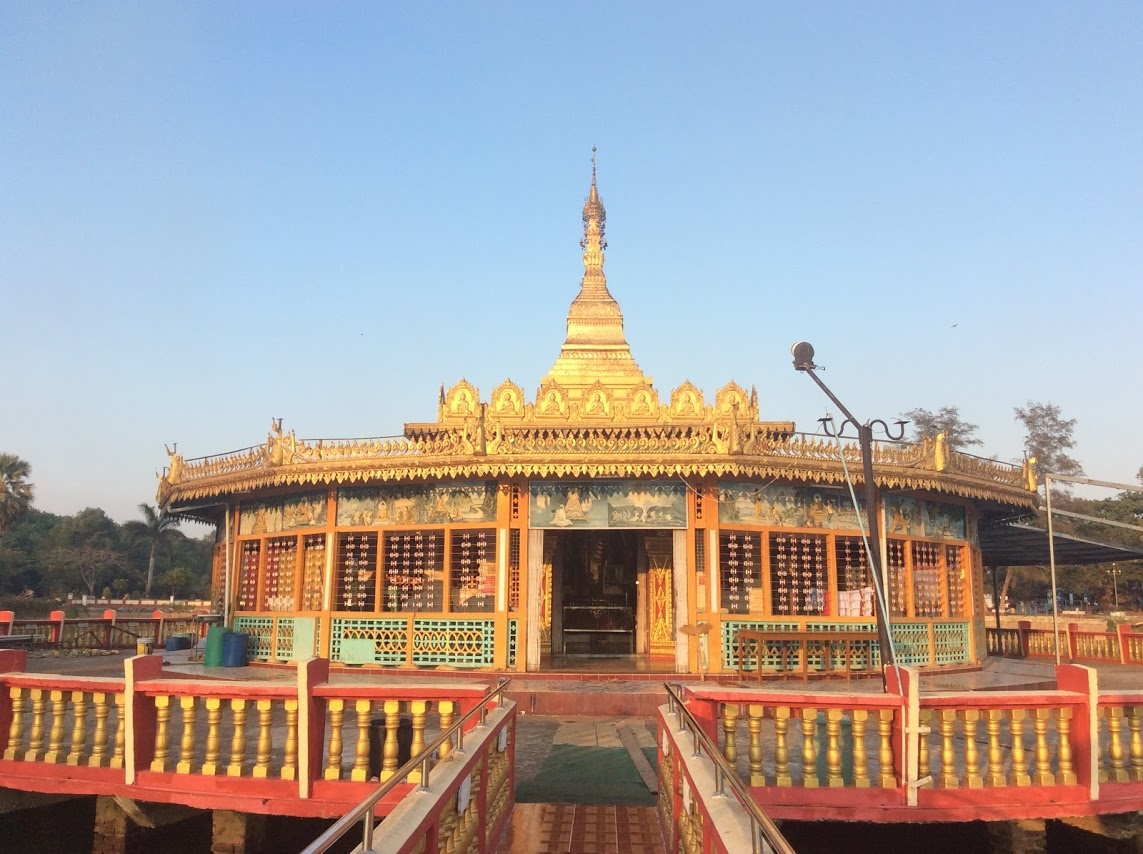
仏暦2500年記念パゴダ（Sasana 2500 Pagoda）
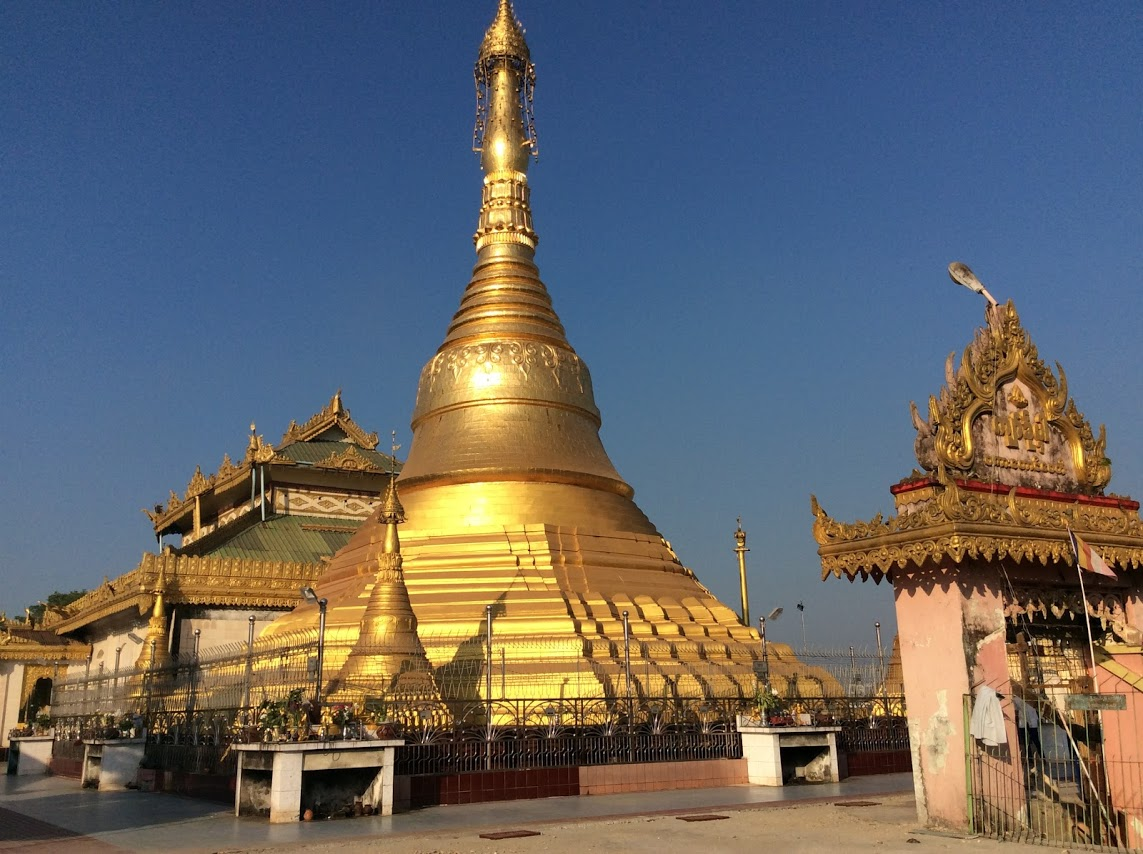
中心部に立つサカータウン・パゴダ（Sakar Taung Pagoda[5]）